# 中国共产党中国人民武装警察部队委员会
中国共产党中国人民武装警察部队委员会，简称武警部队党委，是中国共产党在中国人民武装警察部队的委员会。

## 沿革
中国人民武装警察部队成立后，总部、总队、支队、大队均成立党委，接受同级公安部门党组或党委领导，总队、支队、大队的党委同时接受上级武警部队党委领导。 1983年2月，中国共产党中国人民武装警察部队临时委员会成立。1983年12月，经中共中央批准，将中国人民武装警察部队临时党委改为中国共产党中国人民武装警察部队委员会，领导成员由上级党委任命。1995年12月，为加强武警部队全面建设，中央军委决定，武警总部由副大军区级调整为正大军区级。1997年1月，遵照中共中央、中央军委批示、陶驷驹任武警部队党委第一书记，徐永清任书记，杨国屏任副书记。
2005年6月22日至24日，中国共产党中国人民武装警察部队第一次代表大会在北京召开，选举产生第一届武警部队党委。
2011年7月8日至10日，中国共产党中国人民武装警察部队第二次代表大会在北京召开，选举产生第二届武警部队党委。
2018年2月2日至4日，中国共产党中国人民武装警察部队第三次代表大会在北京召开，选举产生第三届武警部队党委。这是深化国防和军队改革、武警部队体制编制调整后，武警部队召开的首次党代会。2018年2月5日，中国共产党中国人民武装警察部队第三届委员会召开第一次全体会议，选举武警部队第三届党委常委和书记、副书记，通过武警部队纪律检查委员会第一次全体会议选举产生的纪委书记、副书记。

## 历届党委

### 中共中国人民武装警察部队临时委员会
- 书记
  - 赵苍璧（1983年2月—7月，政治委员）
  - 刘复之（1983年7月—12月，政治委员）
- 副书记
  - 李刚（1983年2月—12月，司令员）
- 委员
  - 赵苍璧（1983年2月—7月，政治委员）
  - 刘复之（1983年7月—12月，政治委员）
  - 李刚（1983年2月—12月，司令员）
  - 娄殿英（1983年2月—12月，副政治委员）
  - 何鸿业（1983年2月—12月，副司令员）
  - 张永堂（1983年2月—12月，参谋长）
  - 李振军（1983年3月—12月，副政治委员兼政治部主任）[1]

| - 书记 - 刘复之（1983年12月—1985年11月，政治委员、第一政治委员） - 阮崇武（1985年11月—1987年3月，第一政治委员） - 王芳（1987年3月—1991年3月，第一政治委员） - 陶驷驹（1991年3月—1996年4月，第一政治委员） - 副书记 - 李刚（1983年12月—1984年10月，司令员） - 娄殿英（1983年12月—1984年10月，副政治委员） - 李振军（1984年10月—1985年11月，政治委员） - 李连秀（1984年10月—1990年1月，司令员） - 张秀夫（1985年11月—1990年1月，政治委员） - 周玉书（1990年1月—1992年12月，司令员） - 徐寿增（1990年1月—1992年12月，政治委员） - 巴忠倓（1992年12月—1996年2月，司令员） - 张树田（1992年12月—1996年2月，政治委员） - 杨国屏（1996年2月—4月，司令员） - 徐永清（1996年2月—4月，政治委员） - 委员 - 刘复之（1983年12月—1985年11月，政治委员、第一政治委员） - 李刚（1983年12月—1984年10月，司令员） - 娄殿英（1983年1月—1985年11月，副政治委员） - 何鸿业（1983年1月—1985年11月，副司令员兼后勤部部长） - 张永堂（1983年1月—1985年11月，参谋长） - 李振军（1983年1月—1985年11月，副政治委员兼政治部主任、政治委员） - 曹岩华（1983年1月—1986年9月，副参谋长） - 龚杰（1984年3月—1985年11月，政治部主任） - 李俊（1984年10月—1985年11月，副司令员） - 黄英夫（1984年10月—1985年11月，副司令员） - 李连秀（1984年10月—1990年1月，司令员） - 阮崇武（1985年11月—1987年3月，第一政治委员） - 张秀夫（1985年11月—1990年1月，政治委员） - 范志伦（1985年11月—1990年1月，参谋长、副司令员） - 张海天（1985年11月—1990年1月，政治部主任、副政治委员） - 于溪源（1986年7月—1993年6月，后勤部部长、副司令员） - 王芳（1987年3月—1991年3月，第一政治委员） - 王文理（1987年6月—1996年4月，参谋长、副司令员） - 王国忠（1987年6月—1993年6月，后勤部部长） - 周玉书（1990年1月—1992年12月，司令员） - 徐寿增（1990年1月—1992年12月，政治委员） - 左印生（1990年4月—1993年6月，副司令员） - 吕寿延（1990年4月—1993年6月，副政治委员） - 徐桂宝（1990年4月—1996年4月，副政治委员） - 金仁燮（1990年4月—1993年6月，参谋长） - 李之云（1990年4月—1993年6月，政治部主任） - 陶驷驹（1991年3月—1996年4月，第一政治委员） - 巴忠倓（1992年12月—1996年2月，司令员） - 张树田（1992年12月—1996年2月，政治委员） - 安鲛驹（1993年6月—1996年4月，副司令员） - 蒋金锵（1993年6月—1996年4月，副政治委员） - 吴双战（1993年6月—1996年4月，参谋长、副司令员兼参谋长） - 张钰钟（1993年6月—1996年4月，政治部主任） - 高文远（1993年6月—1996年4月，后勤部部长） - 冯延龄（1993年6月—1996年4月，后勤部政治委员） - 杨国屏（1996年2月—4月，司令员） - 徐永清（1996年2月—4月，政治委员） | - 书记 - 陶驷驹（1996年4月—1997年1月，第一政治委员） - 副书记 - 杨国屏（1996年4月—1997年1月，司令员） - 徐永清（1996年4月—1997年1月，政治委员） - 委员 - 陶驷驹（1996年4月—1997年1月，第一政治委员） - 杨国屏（1996年4月—1997年1月，司令员） - 徐永清（1996年4月—1997年1月，政治委员） - 朱成友（1996年4月—1997年1月，副司令员） - 张进宝（1996年4月—1997年1月，副司令员） - 吴双战（1996年4月—1997年1月，副司令员兼参谋长） - 朱曙光（1996年4月—1997年1月，副司令员） - 高文远（1996年4月—1997年1月，后勤部部长、副司令员） - 隋绳武（1996年4月—1997年1月，副政治委员） - 张钰钟（1996年4月—1997年1月，副政治委员） - 李栋恒（1996年4月—1997年1月，政治部主任） - 张学福（1996年7月—1997年1月，后勤部部长） - 第一书记 - 陶驷驹（1997年1月—1998年，第一政治委员） - 贾春旺（1998年—2002年，第一政治委员） - 周永康（2002年12月—2005年6月，第一政治委员） - 书记 - 徐永清（1997年1月—2003年12月，政治委员） - 隋明太（2003年12月—2005年6月，政治委员） - 副书记 - 杨国屏（1997年1月—1999年12月，司令员） - 吴双战（1999年12月—2005年6月，司令员） - 委员 - 陶驷驹（1997年1月—1998年，第一政治委员） - 徐永清（1997年1月—2003年12月，政治委员） - 杨国屏（1997年1月—1999年12月，司令员） - 朱成友（1997年1月—2003年12月，副司令员） - 张进宝（1997年1月—2002年7月，副司令员） - 吴双战（1997年1月—2005年6月，副司令员兼参谋长、司令员） - 朱曙光（1997年1月—2006年8月，副司令员） - 高文远（1997年1月—2002年1月，副司令员） - 隋绳武（1997年1月—2004年12月，副政治委员） - 张钰钟（1997年1月—2005年6月，副政治委员） - 李栋恒（1997年1月—2003年12月，政治部主任） - 张学福（1997年1月—1999年12月，后勤部部长） - 贾春旺（1998年—2002年，第一政治委员） - 王福中（1998年5月—2003年1月，副司令员） - 刘源（1998年8月—2003年7月，副政治委员） - 吴双战（1999年12月—2005年6月，司令员） - 陈传阔（1999年12月—2005年6月，参谋长、副司令员） - 刘世民（1999年12月—2005年6月，后勤部部长、副司令员） - 何映华（2002年1月—2005年6月，后勤部部长） - 梁洪（2002年7月—2005年6月，副司令员） - 周永康（2002年12月—2005年6月，第一政治委员） - 贾润兴（2003年7月—2005年6月，副政治委员） - 隋明太（2003年12月—2005年6月，政治委员） - 息中朝（2003年12月—2005年6月，副司令员） - 霍毅（2003年12月—2005年6月，参谋长） - 秦怀保（2003年12月—2005年6月，政治部主任） |

| 2005年6月至2011年7月 - 第一书记 - 周永康（2005年6月—2007年10月，第一政治委员） - 孟建柱（2007年10月—2011年7月，第一政治委员） - 书记 - 隋明太（2005年6月—2007年9月，政治委员） - 喻林祥（2007年9月—2010年7月，政治委员） - 许耀元（2010年7月—2011年7月，政治委员） - 副书记 - 吴双战（2005年6月—2009年12月，司令员） - 王建平（2009年12月—2011年7月，司令员） - 常务委员 - 朱曙光（2005年6月—2006年8月，副司令员） - 刘世民（2005年6月—2008年7月，副司令员、副政治委员） - 吴双战（2005年6月—2009年12月，司令员） - 何映华（2005年6月—2007年12月，后勤部部长） - 张钰钟（2005年6月—7月，副政治委员） - 陈传阔（2005年6月—2009年1月，副司令员） - 周永康（2005年6月—2007年10月，第一政治委员） - 秦怀保（2005年6月—2009年6月，政治部主任） - 贾润兴（2005年6月—2007年12月，副政治委员） - 息中朝（2005年6月—2010年7月，副司令员） - 梁洪（2005年6月—2007年11月，副司令员） - 隋明太（2005年6月—2007年9月，政治委员） - 霍毅（2005年6月—2006年8月，参谋长） - 李清印（2005年7月—2010年12月，副政治委员） - 王建平（2006年8月—2011年7月，参谋长、副司令员、司令员） - 喻林祥（2007年9月—2010年7月，政治委员） - 孟建柱（2007年10月—2011年7月，第一政治委员） - 何映华（2007年12月—2011年7月，副司令员） - 吴云峰（2007年12月—2011年7月，副政治委员） - 王俊杰（2008年1月—2009年12月，后勤部部长） - 崔景龙（2008年7月—2011年7月，副政治委员） - 薛国强（2009年1月—2011年7月，副司令员） - 牛志忠（2009年6月—2011年7月，参谋长） - 魏亮（2009年6月—2010年7月，政治部主任） - 戴肃军（2009年12月—2011年6月，后勤部部长） - 许耀元（2010年7月—2011年7月，政治委员） - 于建伟（2010年7月—2011年7月，政治部主任） - 王长河（2010年12月—2011年7月，副政治委员） | 2011年7月至2018年2月 - 第一书记 - 孟建柱（2011年7月—2012年12月，第一政治委员） - 郭声琨（2012年12月—2017年12月，第一政治委员） - 书记 - 许耀元（2011年7月—2014年12月，政治委员） - 孙思敬（2014年12月—2017年1月，政治委员） - 朱生岭（2017年1月—2018年2月，政治委员） - 副书记 - 王建平（2011年7月—2014年12月，司令员） - 王宁（2014年12月—2018年2月，司令员） - 常务委员 - 孟建柱（2011年7月—2012年12月，第一政治委员） - 许耀元（2011年7月—2014年12月，政治委员） - 王建平（2011年7月—2014年12月，司令员） - 何映华（2011年7月—2012年12月，副司令员） - 薛国强（2011年7月—2014年7月，副司令员） - 戴洪生（2011年7月—2015年，副司令员） - 潘昌杰（2011年7月—2017年1月，副司令员） - 戴肃军（2011年7月—2017年，副司令员） - 吴云峰（2011年7月—2012年12月，副政治委员） - 崔景龙（2011年7月—2013年7月，副政治委员） - 王长河（2011年7月—2015年12月，副政治委员） - 牛志忠（2011年7月—2015年6月，参谋长） - 于建伟（2011年7月—2013年7月，政治部主任） - 杨士武（2011年7月—2015年6月，后勤部部长） - 郭声琨（2012年12月—2017年12月，第一政治委员） - 张瑞清（2012年12月—2017年12月，副政治委员） - 于建伟（2013年7月—2015年，副政治委员） - 姚立功（2013年7月—2015年7月，政治部主任） - 王永生（2014年7月—2015年6月，副司令员） - 王宁（2014年12月—2018年2月，司令员） - 孙思敬（2014年12月—2017年1月，政治委员） - 牛志忠（2015年6月—2016年，副司令员） - 刘振立（2015年6月—2015年12月，参谋长） - 孔诚（2015年6月—2018年2月，后勤部部长） - 姚立功（2015年7月—2018年2月，副政治委员） - 方向（2015年7月—2015年12月，政治部主任） - 秦天（2015年12月—2017年9月，参谋长） - 颜晓东（2015年12月—2018年2月，政治部主任、政治工作部主任） - 王兵（2016年—2018年2月，副司令员） - 朱生岭（2017年1月—2018年2月，政治委员） - 杨光跃（2017年1月—2018年2月，副司令员） - 秦天（2017年9月—2018年2月，副司令员） - 郑家概（2017年9月—2018年2月，参谋长） - 于建华（2017年12月—2018年2月，副司令员） |

| 2018年2月至今 - 书记 - 朱生岭（2018年2月—，政治委员） - 副书记 - 王宁（2018年2月—，司令员） - 常务委员 - 朱生岭（2018年2月—，政治委员） - 王宁（2018年2月—，司令员） - 秦天（2018年2月—，副司令员） - 王兵（2018年2月—，副司令员） - 杨光跃（2018年2月—，副司令员） - 于建华（2018年2月—，副司令员） - 姚立功（2018年2月—，副政治委员） - 王小鸣（2018年2月—，纪委书记） - 郑家概（2018年2月—，参谋长） - 颜晓东（2018年2月—，政治工作部主任、副政治委员） - 孔诚（2018年2月—，后勤部部长） - 管延密（2018年2月—，装备部部长） |